# (17821) Bölsche
17821 Bolsche (1998 FC127) – planetoida z grupy pasa głównego asteroid okrążająca Słońce w ciągu 3,52 lat w średniej odległości 2,31 j.a. Odkryta 31 marca 1998 roku.